# ويكيبيديا الكونكانية
ويكيبيديا الكونكانية هي نسخة ويكيبيديا باللغة الكونكانية ، تديرها مؤسسة ويكيميديا . بدأت في يوليو 2015. وقبل ذلك، كان في مرحلة الحضانة منذ عام 2006. يوجد حاليًا 3٬613 مقالة محتوى في المشروع. إجمالي عدد التعديلات على ويكيبيديا 213٬081 تعديل .

## تاريخ
تم إطلاق ويكيبيديا الكونكانية في يوليو 2015، بعد أن كانت في الحضانة منذ عام 2006  في وقت سابق من سبتمبر 2013، تمت إعادة ترخيص 4 مجلدات من كونكاني فيشواكوش (موسوعة) بموجب تراخيص المشاع الإبداعي . تم استخدام المعلومات من هذه المجلدات من الموسوعات لكتابة مقالات عن ويكيبيديا الكونكانية. وفي نفس العام تم تنظيم ورشة عمل متعلقة بويكيبيديا في جامعة جوا . في أبريل 2014، تم عقد جلستين تمهيديتين حول تحرير ويكيبيديا في مدرسة روشني نيلايا للعمل الاجتماعي في جامعة جوا.

في يوليو 2015، تم إطلاق ويكيبيديا بعد حضانة لمدة 9 سنوات. في وقت الافتتاح الرسمي، كانت ويكيبيديا تحتوي على 2500 مقالة. تم دعم المشروع من قبل جامعة جوا ومعهد نيرمالا للتعليم. لعب الراحل مادهافي سارديساي ، الذي كان حينها أستاذًا ورئيس قسم الكونكانية في جامعة جوا ، دورًا مهمًا في إطلاق المشروع. قال براكاش بارينكار ، الرئيس الحالي لقسم الكونكانية بجامعة جوا في ذلك الوقت:
سنقوم أيضًا بتعيين مشاريع لطلابنا وكتابنا لكتابة مقالات حول مواضيع مختلفة تتعلق بجوا وتحميلها على ويكيبيديا. وسيشمل ذلك معلومات عن الطعام المحلي وثقافته وتقاليده ومواقعه السياحية وغير ذلك والكثير.
في يناير 2016، تم تنظيم ورشة تحرير لمدة يوم واحد في مكتبة كريشناداس شاما المركزية، جوا. قام رحمان الدين شيخ، ممثل مركز الإنترنت والمجتمع ، بتدريب المشاركين على تحرير ويكيبيديا وسياساتها. تم إنشاء ما يقرب من 100 مقالة خلال هذا الحدث الذي استمر ليوم واحد.
بعد ذلك، تم تناول مبادرات ويكيبيديا في جوا تحت مظلة مجموعة مستخدمي ويكيبيديا في جوا، والتي تنظر في المحتوى والترويج الذي يركز على جوا، بغض النظر عن اللغة، ولديها القدرة على التركيز على ويكيبيديا الكونكانية أيضًا.